# Demografía de Guinea
Este artículo es sobre la demográficos características de la población de Guinea, incluyendo Densidad de población, etnia, el nivel de la educación, la salud de la población, la situación económica, las afiliaciones religiosas y otros aspectos de la población.
Demografía de Guinea describe la condición y una visión general de los pueblos de Guinea. Temas demográficos incluyen la educación básica, la salud, y las estadísticas de población, así como las afiliaciones raciales y religiosos identificados.

## Perfil demográfico
El fuerte crecimiento de la población guineana es el resultado de la disminución de las tasas de mortalidad y de una fecundidad elevada y sostenida. La tasa de crecimiento de la población se atenuó un poco en la década de 2000 debido a un periodo de emigración neta. Aunque la esperanza de vida y las tasas de mortalidad han mejorado en las dos últimas décadas, la práctica casi universal de la ablación femenina sigue contribuyendo a las altas tasas de mortalidad infantil y materna. La fecundidad total de Guinea sigue siendo alta, de unos 5 hijos por mujer, debido a la preferencia constante por las familias numerosas, al escaso uso y disponibilidad de anticonceptivos, a la falta de logros educativos y de capacitación de las mujeres, y a la pobreza. La falta de programas de alfabetización y formación profesional limitan las perspectivas de empleo de los jóvenes, pero incluso los que tienen títulos universitarios a menudo no tienen otra opción que trabajar en el sector informal. Alrededor del 60% de la numerosa población juvenil del país está en paro.
Las tensiones y los refugiados han desbordado las fronteras de Guinea con Sierra Leona, Liberia y Costa de Marfil. Durante los años 90, Guinea acogió hasta medio millón de refugiados de Sierra Leona y Liberia, más refugiados que cualquier otro país africano durante gran parte de esa década. Alrededor de la mitad se refugió en la inestable región del "Pico del Loro" en el suroeste de Guinea, una cuña de tierra que se adentra en Sierra Leona cerca de la frontera con Liberia. Muchos fueron reubicados dentro de Guinea a principios de la década de 2000 porque la zona sufrió repetidos ataques transfronterizos de diversas fuerzas gubernamentales y rebeldes, así como violencia contra los refugiados.

## Evolución

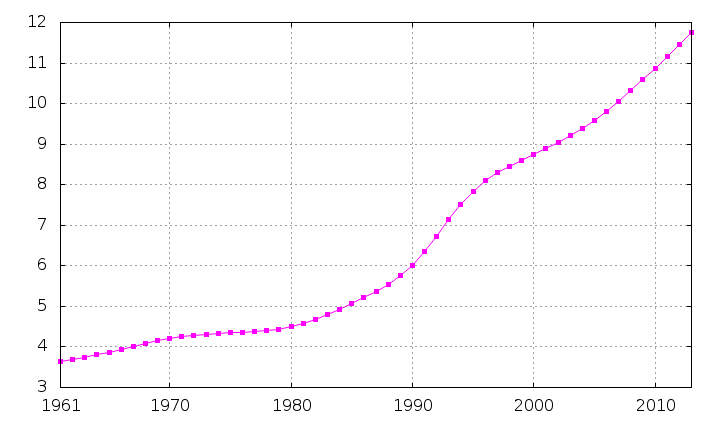
La población total de Guinea, de 1961 a 2003. La población de Guinea estuvo cerca de triplicar en cuarenta años.

Según el Revison 2010 de los World Population Prospects la población total fue de 9.982.000 en 2010, en comparación con sólo 3.094.000 en 1950. La proporción de niños menores de 15 en el año 2010 fue de 42,9%, el 53,8% fue de entre 15 y 65 años de edad, mientras que el 3,3% fue de 65 años de edad o más.
|      | Población total (x 1000) | Población de 0 a 14 (%) | Población de 15-64 años (%) | Población más de 65 años (%) |
| ---- | ------------------------ | ----------------------- | --------------------------- | ---------------------------- |
| 1950 | 3 094                    | 37,1                    |                             | 57,6 5,3                     |
| 1955 | 3 300                    | 38,6                    |                             | 57,0 4,4                     |
| 1960 | 3 541                    | 40,0                    |                             | 56,2 3,8                     |
| 1965 | 3 823                    | 41,8                    |                             | 54,9 3,4                     |
| 1970 | 4 154                    | 42,2                    |                             | 54,6 3,2                     |
| 1975 | 4 287                    | 42,6                    |                             | 54,3 3,1                     |
| 1980 | 4 407                    | 43,3                    |                             | 53,5 3,2                     |
| 1985 | 4 924                    | 43,9                    |                             | 52,8 3,3                     |
| 1990 | 5 759                    | 44,4                    |                             | 52,3 3,3                     |
| 1995 | 7 565                    | 44,6                    |                             | 52,1 3,3                     |
| 2000 | 8 344                    | 44,2                    |                             | 52,4 3,3                     |
| 2005 | 9 041                    | 43,6                    |                             | 53,0 3,3                     |
| 2010 | 9 982                    | 42,9                    |                             | 53,8 3,3                     |

## Estadísticas
El registro de los hechos vitales es en Guinea no ha concluido. La Población de departamentos de las Naciones Unidas preparó las siguientes estimaciones.
| Período | Nacidos vivos por año | Muertes por año | El cambio natural por año | CBR * | CDR * | NC * | TFR * | IMR * |
| --- | --------------------- | --------------- | ------------------------- | ----- | ----- | ---- | ----- | ----- |
| 1950-1955 | 151 000               | 110 000         | 41 000                    | 47.2  | 34.3  | 12.9 | 6.00  | 218   |
| 1955-1960 | 165 000               | 115 000         | 50 000                    | 48.1  | 33.5  | 14.6 | 6.24  | 214   |
| 1960-1965 | 179 000               | 119 000         | 59 000                    | 48.5  | 32.4  | 16.1 | 6.51  | 210   |
| 1965-1970 | 196 000               | 126 000         | 70 000                    | 49.0  | 31.5  | 17.5 | 6.80  | 206   |
| 1970-1975 | 204 000               | 123 000         | 82 000                    | 48.5  | 29.1  | 19.3 | 6.85  | 191   |
| 1975-1980 | 210 000               | 115 000         | 95 000                    | 48.2  | 26.5  | 21.8 | 6.91  | 174   |
| 1980-1985 | 224 000               | 113 000         | 111 000                   | 48.0  | 24.2  | 23.8 | 6.95  | 159   |
| 1985-1990 | 252 000               | 117 000         | 135 000                   | 47.2  | 22.0  | 25.2 | 6.86  | 145   |
| 1990-1995 | 303 000               | 132 000         | 171 000                   | 45.5  | 19.8  | 25.7 | 6.58  | 131   |
| 1995-2000 | 345 000               | 144 000         | 201 000                   | 43.4  | 18.1  | 25.3 | 6.19  | 119   |
| 2000-2005 | 361 000               | 136 000         | 224 000                   | 41.5  | 15.7  | 25.8 | 5.80  | 104   |
| 2005-2010 | 380 000               | 132 000         | 248 000                   | 39.9  | 13.9  | 26.1 | 5.45  | 93    |
| * CBR = tasa bruta de natalidad (por 1.000); CDR = tasa bruta de mortalidad (por 1000); NC = cambio natural (por 1000); IMR = tasa de mortalidad infantil por cada 1.000 nacimientos; TGF = tasa global de fecundidad (número de hijos por mujer) </ small> |                       |                 |                           |       |       |      |       |       |

### Fertilidad y nacimientos
Tasa global de fecundidad (TGF) y tasa bruta de natalidad (CBR):
| Año  | CBR (Total) | TFR (Total) | CBR (Urban) | TFR (Urban) | CBR (Rural) | TFR (Rural) |
| ---- | ----------- | ----------- | ----------- | ----------- | ----------- | ----------- |
| 1992 | 41          | 5,67        | 37          | 5,18        | 42          | 5,89        |
| 1999 | 36,9        | 5,5         | 32,9        | 4,4         | 38,4        | 6,1         |
| 2005 | 38,4        | 5,7         | 31,8        | 4,4         | 40,8        | 6,3         |
| 2012 | 34          | 5,1         | 29,4        | 3,8         | 36,1        | 5,8         |

## Grupos étnicos
- Fulani. Los fulani (también llamados fula, peul, fulbe) son el pueblo nómada más grande del mundo, cuyo origen es desconocido, que se encuentra principalmente en la región montañosa de Futa Yallon;

- Maninka. Los mandinga, mandinka, malinké, mandé o manden conforman un grupo étnico de África occidental, que habitan principalmente el sabana de la Alta Guinea y la región de la Selva;

- Sosso. Susu no es un lengua franca es de Guinea. A pesar de que se habla comúnmente en las zonas costeras, incluida la capital, Conakry, no se entiende en gran medida en el interior del país.

- Varios grupos pequeños (Gerze o Kpelle, Toma, Kissi, etc.) en la región de la selva y Baga (incluyendo Landoumas), Koniagis, etc., en la zona costera.

Africanos occidentales constituyen la mayor población no guineano. No africanos en total cerca de 30.000 (en su mayoría franceses, otros europeos y libaneses). [cita requerida]Siete lenguas nacionales son ampliamente utilizados; las principales lenguas escritas son el Francés, el fula (también llamado peul, fulani, pulaar, fulbe, fulfulde es una lengua del África Occidental), y el árabe.
Otras lenguas han establecido ortografías Latina que se utilizan poco, sobre todo para Susu y Maninka. El alfabeto N'Ko se utiliza cada vez más en un nivel de base para el idioma Maninka.

## CIA World Factbook - estadísticas demográficas
Las siguientes estadísticas demográficas son de la CIA World Factbook es una publicación anual de la Agencia Central de Inteligencia (CIA) de los Estados Unidos con información básica tipo almanaque acerca de diversos países del mundo, a menos que se indique lo contrario.
Población
10.601.009 (julio 2011 est.)
Tasa de crecimiento
2,645% (2011 est.)
Tasa de migración neta
0 migrante (s) / 1000 habitantes (2006 est.)

  Nota: 
como consecuencia de los conflictos en los países vecinos, Guinea alberga a unos 141.500 refugiados de Costa de Marfil, Liberia y Sierra Leona (2006 est.)
La proporción de sexos
 Al nacer: 
1,03 hombre (s) / mujer

  menores de 15 años: 
1,02 hombre (s) / mujer

 15 -64 años:' '
1 hombre (s) / mujer

 65 años y más:' '
0,78 hombre (s) / mujer
'población total:' 
 
1 hombre (s) / mujer (2011 est.)
La esperanza de vida al nacer
 Población total: 
58,11 años

  masculino: 
56,63 años

  femenina: 
59,64 años (2011 est.)
Nacionalidad
 Sustantivo: 
Guineano (s)

  adjetivo: 
Guineano
grupos étnicos
Fula 32%, mandinga 30%, Susu 20%, los grupos étnicos más pequeños 18%
Religiones
Musulmanes 85%, cristiana 10% (principalmente la Iglesia católica y denominaciones evangélicas), creencias indígenas 5%
Censo oficial no se rompe en el origen étnico o la religión.
Idiomas
Francés (oficial), cada grupo étnico tiene su propio idioma.
Alfabetización
 Definición: 
15 años que pueden leer y escribir

  población total:  
29,5%

  masculino: 
42,6%

  femenina: 
18,1% (2003 est.)